# Lacombe (Aude)
Lacombe  ist eine französische Gemeinde mit 184 Einwohnern (Stand 1. Januar 2022) im Département Aude in der Region Okzitanien. Sie gehört zum Arrondissement Carcassonne und zum Kanton La Malepère à la Montagne Noire.

## Nachbargemeinden
Nachbargemeinden von Lacombe sind Laprade im Norden, Cuxac-Cabardès im Osten, Saint-Denis im Südwesten und Arfons im Nordwesten.

## Bevölkerungsentwicklung
| Jahr      | 1962 | 1968 | 1975 | 1982 | 1990 | 1999 | 2013 |
| Einwohner | 175  | 163  | 163  | 150  | 139  | 114  | 165  |